# Dilraba Dilmurat
 (mai 2019).
Si vous disposez d'ouvrages ou d'articles de référence ou si vous connaissez des sites web de qualité traitant du thème abordé ici, merci de compléter l'article en donnant les références utiles à sa vérifiabilité et en les liant à la section « Notes et références ».
Dilraba Dilmurat (en chinois : 迪丽热巴·迪力木拉提 ; pinyin : Dílìrèbā Dílìmùlātí ; née le 3 juin 1992 à Ürümqi, Région autonome ouïghour du Xinjiang) est une actrice, mannequin et chanteuse chinoise d'ethnie ouïghoure. 
Elle est surtout connue pour ses rôles dans plusieurs films comme The Blue Whisper, Namiya, Orgueil et Préjugés, Saga of Light et séries télés comme Eternal Love, Sweet Dreams, Three Lives Three Worlds, The Pillow Book, The Flame's Daughter et The Long Ballad

## Biographie

### Jeunesse
Née le 3 juin 1992 à Ürümqi, dans la Région autonome ouïghour du Xinjiang, Dilraba, porte le nom complet de Dilireba Dilimulati. En ouïghour, Dilraba signifie beauté chérie, et Dilmurat est le nom du père. Son père Dilimulati Abaidullah est un acteur national de première classe et un chanteur de la troupe de chant et de danse du Xinjiang. Elle est formée au piano, à la danse et au violon. En 2001, à 9 ans, elle est amenée en école de musique par son père pour passer les tests d'admission. 
Admise, elle y suit cinq années d’études professionnelles de danse folklorique et de ballet. En 2007, elle devient danseuse de la troupe de chants et de danseurs du Xinjiang, après avoir obtenu son diplôme du département des arts de la danse de la Second Art School, affiliée à l'Académie des arts du Xinjiang. 
En 2009, elle étudie en pré-université au Collège national de l'éducation du Nord-est (Normal Education College) : elle participe au premier concours de chansons nouvelles pour les minorités ethniques de la province du Jilin et remporte le troisième prix. En 2010, elle est admise au département de théâtre et cinéma de la Shanghai Theatre Academy, dont elle obtient le diplôme en 2014.
Dilraba fait ses débuts dans le rôle principal de la série télévisée Anarhan (2013). Le drame remporte une nomination pour Série télévisée exceptionnelle au trentième Flying Goddess Award. Ensuite, elle signe avec Jay Walk Studio et participe à la série Web V Love. Dilraba gagne la reconnaissance du public, pour sa figuration dans le drame fantastique populaire Swords of Legends (2014).
En 2015, elle partage la vedette dans la comédie romantique Diamond Lover (2015), qui lui vaut des éloges pour son rôle de pop-star impertinente. Elle remporte le prix du « nouveau venu favori du public » au 7e China TV Drama Awards pour sa performance.
Elle est choisie l'année suivante pour le rôle principal du drame sportif Hot Girl. Elle remporte le prix Outstanding New Actress aux ENAwards 2016 pour sa performance dans la série. La même année, elle joue son premier rôle principal dans le film de comédie romantique Mr. Pride vs Miss Prejudice (2017). Sa performance lui vaut le prix de la nouvelle actrice au Festival du film China Britain 2016.
En 2017, elle joue le rôle principal de la comédie romantique Pretty Li Huizhen, un remake du drame sud-coréen She Was Pretty. Elle remporte le prix de la meilleure actrice au China TV Golden Eagle Award pour sa performance. Elle interprète ensuite le drame romantique fantasy Eternal Love, qui atteint une popularité formidable en Chine et à l'étranger. Dilraba se fait ainsi connaître auprès d'un public plus large et est également nommée pour le prix de la meilleure actrice dans un second rôle au Festival de la télévision de Shanghai. La même année, Dilraba rejoint la cinquième saison de Keep Running en tant que membre de la distribution. Elle joue ensuite dans la romance historique The King's Woman et dans le film fantastique Namiya, adaptation chinoise du roman japonais Miracles of the Namiya General Store.
Elle joue en 2018 dans la comédie romantique 21 Karat, puis dans le drame romantique wuxia The Flame's Daughter et le drame de science-fiction romanesque Sweet Dreams. En raison de sa popularité croissante, Dilraba est couronnée déesse de l'aigle royal au 12e festival d'art de la China TV Golden Eagle Award. En 2019, elle apparaît dans le film fantastique historique Saga of Light, qui représente Chang'e. Et elle devrait jouer dans le drame romanesque Three Lives Three Worlds, The Pillow Book, qui reprend son rôle dans Eternal Love.

## Ambassadrice publicitaire de marques
Dilraba est l’une des ambassadrices de marques parmi les plus recherchées en Chine, en raison de nombreux contrats, de l’alimentation aux boissons, en passant par les produits de base, les produits de beauté et de détail, les applications mobiles et les produits technologiques. Elle parraine également plusieurs marques internationales telles que Louis Vuitton, Dolce & Gabbana, L'Oréal, Ysl, Mikimoto et Swisse. Whisper de P&G a vu ainsi ses ventes augmenter après avoir engagé Dilraba en tant que porte-parole. Dilraba met fin à son contrat avec Dolce & Gabbana après un incident raciste en Chine[source secondaire nécessaire].

## Filmographie

### Film
| Année | Titre anglais               | Titre chinois | Rôle        | Remarques |
| ----- | --------------------------- | ------------- | ----------- | --------- |
| 2015  | Fall in Love Like a Star    | 怦然星动      | Hao Meili   | Extra     |
| 2017  | Mr. Pride vs Miss Prejudice | 傲娇与偏见    | Tang Nannan | Principal |
| 2017  | Namiya                      | 解忧杂货店    | Tong Tong   | Principal |
| 2018  | 21 Karat                    | 21克拉        | Liu Jiayin  | Principal |
| 2019  | Saga of Light               | 日月          | Chang'e     | Principal |

### Séries télé
| Année | Titre anglais                             | Titre chinois    | Titre ouïghour        | Rôle        | Remarques |
| ----- | ----------------------------------------- | ---------------- | --------------------- | ----------- | --------- |
| 2013  | Anarhan                                   | 阿娜尔罕         | ئانارخان              | Anarhan     | Principal |
| 2014  | Swords of Legends                         | 古剑奇谭         |                       | Fuqu        | Extra     |
| 2014  | V Love                                    | 微时代           | Wu Anbo (Amber)       | Extra       |           |
| 2014  | Cosmetology High                          | 美人制造         | Qing Cheng            | Les invités |           |
| 2014  | The Sound of Desert                       | 风中奇缘         | Li Ji                 | Extra       |           |
| 2015  | The Backlight of Love                     | 逆光之恋         | Jiang Li              | Principal   |           |
| 2015  | Diamond Lover                             | 克拉恋人         | Gao Wen               | Extra       |           |
| 2016  | Legend of Ban Shu                         | 班淑传奇         | Princess Loulan       | Extra       |           |
| 2016  | The Ladder of Love                        | 爱的阶梯         | Song Zihan            | Extra       |           |
| 2016  | Six Doors                                 | 六扇门           | Su Yiqing             | Principal   |           |
| 2016  | Hot Girl                                  | 麻辣变形计       | Guan Xiaodi           | Principal   |           |
| 2017  | Pretty Li Huizhen                         | 漂亮的李慧珍     | Li Huizhen            | Principal   |           |
| 2017  | Eternal Love                              | 三生三世十里桃花 | Bai Fengjiu           | Extra       |           |
| 2017  | The King's Woman                          | 秦时丽人明月心   | Gongsun Li            | Principal   |           |
| 2018  | The Flame's Daughter                      | 烈火如歌         | Lie Ruge              | Principal   |           |
| 2018  | Sweet Dreams                              | 一千零一夜       | Ling Lingqi           | Principal   |           |
| 2019  | Three Lives Three Worlds, The Pillow Book | 三生三世枕上书   | Bai Fengjiu           | Principal   |           |
| 2020  | Love Designer                             | 幸福触手可及     | Zhou Fang             | Principal   |           |
| 2021  | Long Ballad                               | 长歌行           | Li Changge            | Principal   |           |
| 2021  | You are my glory                          | 你是我的荣耀     | Qiao Jing Jing        | Principal   |           |
| 2022  | The Blue Whisper                          | 驭鲛记           | Ji Yun He             | Principal   |           |
| 2023  | The Legend of An Le                       | 安乐传           | Ren An Le / Di Ziyuan | Principal   |           |

## Spectacle de variété
| Année | Titre anglais             | Titre chinois              | Rôle                      | Remarques   |
| ----- | ------------------------- | -------------------------- | ------------------------- | ----------- |
| 2017  | Keep Running              | 奔跑吧                     | Membre de la distribution | Saison 5    |
| 2018  | Travel, Feel the World    | 慢游全世界                 | Membre de la distribution | Les invités |
| 2019  | Produce Camp 2019         | 创造营                     | Fondateur et hôte         | Saison 2    |
| 2019  | Go Fighting!              | 极限挑战                   | Membre de la distribution | Saison 5    |
| 2021  | Gala de Nouvel An de CCTV | 中国中央电视台春节联欢晚会 | Invitée (chanteuse)       |             |